# El clavo (película)
El clavo es una película española de 1944 dirigida por Rafael Gil y protagonizada por Amparito Rivelles y Rafael Durán. Es una lujosa adaptación rodada en blanco y negro de la novela corta del mismo título escrita por Pedro Antonio de Alarcón. En el momento de su estreno fue un éxito de crítica y público en España.

## Antecedentes
El éxito de crítica y público en 1943 de El escándalo, película dirigida por José Luis Sáenz de Heredia adaptando la novela homónima de Pedro Antonio de Alarcón estimuló el interés por la obra de este escritor no solo en España, sino también en México y Argentina. Para la dictadura del general Franco, Alarcón era un autor muy apropiado, dada su evolución ideológica desde un liberalismo revolucionario en su juventud hasta un conservadurismo tradicionalista en sus últimos años; una evolución que resultaba paralela a la del régimen político español, desde el liberalismo de la II República hasta el conservadurismo fascistoide y reaccionario del nuevo régimen. Adicionalmente, los personajes de Alarcón suelen ser burgueses sometidos inicialmente a sus bajas pasiones que son capaces de cambiar y aceptar valores trascendentes e inmutables. Se trataba de relatos muy útiles para el adoctrinamiento que el franquismo quería imponer a la sociedad española.

## Producción
Al finalizar la Guerra Civil, CIFESA volvió a restablecer su organización imitando a los grandes estudios estadounidenses. Buscaba una producción en serie utilizando los géneros y con una política de promoción de sus estrellas a través de artículos en revistas e intervención en eventos.
En 1943, CIFESA decide responder al éxito de El escándalo realizando una gran superproducción. Aporta un presupuesto de 3.200.000 pesetas, insólito para la industria cinematográfica española de la posguerra y en plena Segunda Guerra Mundial. Y cuenta con la participación de más de dos mil extras. El propio Rafael Gil informó de que el rodaje se había desarrollado entre el 22 de diciembre de 1943 y el 4 de mayo de 1944, y que no se pudo rodar algunos días debido a las restricciones eléctricas —que Gil atribuyó a la sequía y que también se pueden achacar al impacto de la Guerra civil y de la Guerra Mundial—. El propio director informó de los cuarenta y cuatro decorados construidos para el filme, entre ellos el gran escenario que representa el vestíbulo de la fonda —con dos alturas—, la plaza adyacente y varias calles que confluyen en ella. Para ello, como explica el crítico y cineasta José Luis Garci, hubo que unir dos grandes platós de Sevilla Films.
El periodista Pedro García Cuartango considera que es la estructura industrial y artística que tenía entonces CIFESA la que explica la extraordinaria calidad que llega a tener la película. La productora valenciana disponía no solo de los intérpretes, sino de los mejores profesionales en fotografía, decoración, maquillaje, vestuario, sonido y demás oficios que intervienen en el cine. Y todo ello, como relata Garci, tuvo que hacerse rodando de noche debido a las fuertes restricciones energéticas consecuencia de la acumulación de los efectos de la posguerra española y de la guerra mundial.

## Trama

### La novela

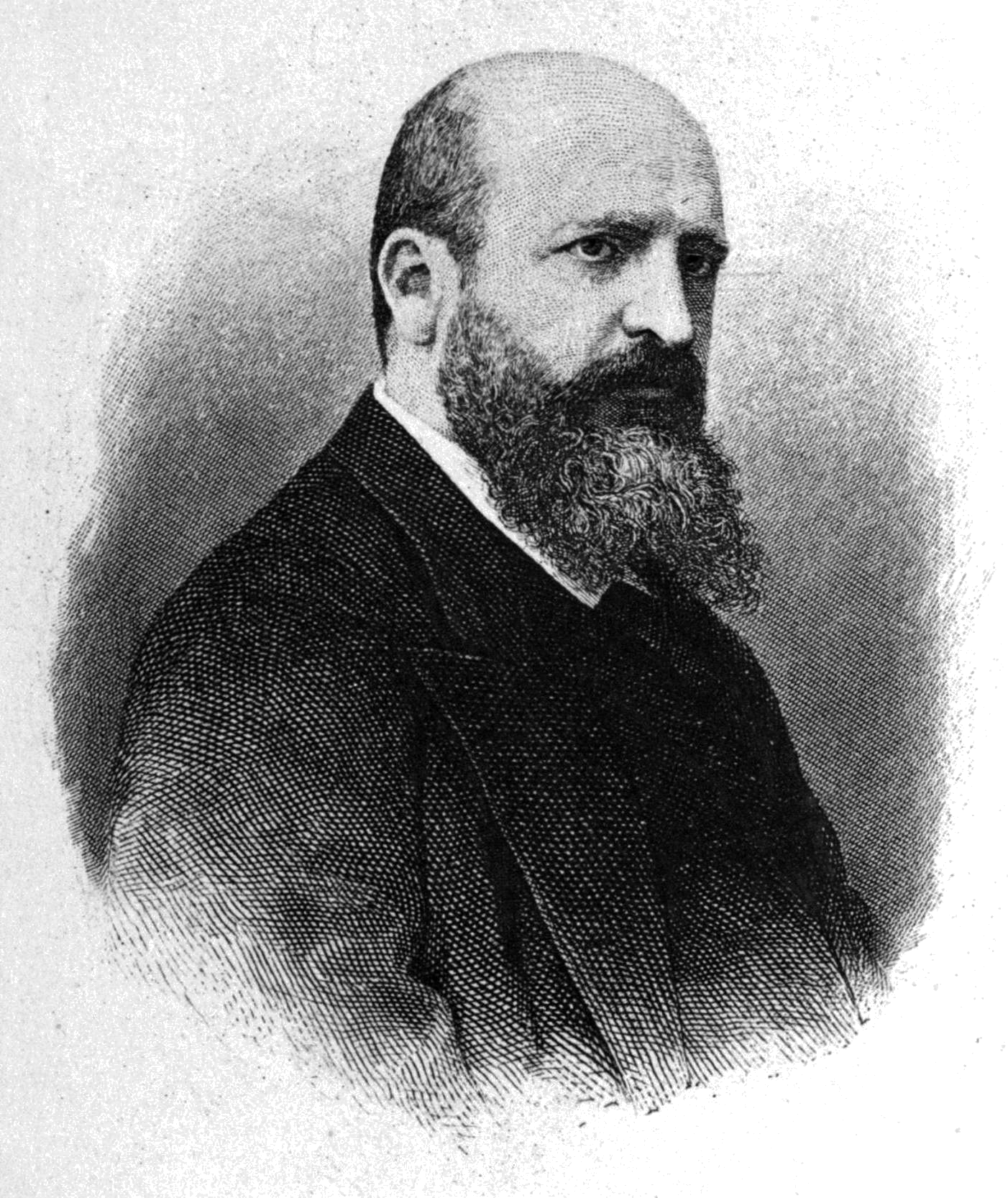
Pedro Antonio de Alarcón, autor de El clavo.

Pedro Antonio de Alarcón publicó su novela corta El clavo en 1853, cuando el escritor tenía unos veinte años y profesaba todavía ideas radicalmente progresistas y revolucionarias. El relato está narrado por Felipe, quien conoce a una enigmática mujer durante un viaje. Posteriormente, su amigo, el juez Joaquín Zarco, le cuenta que dos años atrás se enamoró en Sevilla de una atractiva viuda. A petición de él y habiendo quedado embarazada, ella aceptó contraer matrimonio, para lo que se citaron en la misma fonda un mes más tarde. Cuando Zarco volvió pasados quince días, se encontró con que ella se había ido y se sintió engañado. Cuando Felipe y Zarco dan un paseo por el cementerio, encuentran un cráneo atravesado por un clavo. Tras investigar el caso, el juez concluye que el hombre fue asesinado por su esposa, una tal Gabriela Zahara. Cuando esta es detenida, los dos amigos se dan cuenta de que es la misma que ambos conocieron por separado. Juzgada por asesinato, Gabriela es condenada a muerte. Zarco consigue el indulto, pero ella muere repentinamente.

### El guion
La adaptación del relato de Alarcón encontró una cierta dificultad debido a la férrea censura del régimen franquista. Un funcionario del Departamento Nacional de Cinematografía señaló que El clavo no poseía las cualidades «didácticas» de El escándalo. En aquel momento era imposible llevar a la pantalla española un argumento en el que una mujer casada comete adulterio, asesina a su esposo y consigue el indulto. Por consiguiente, Rafael Gil tuvo que modificar sustancialmente la historia para hacer tolerable el romanticismo liberal del joven Alarcón al nacionalcatolicismo de la dictadura.
En primer lugar, Gil traslada la acción de la Andalucía del relato de Alarcón a una inconcreta Castilla. No se conoce el nombre de la localidad en la que Zarco y Blanca viven su aventura amorosa —aunque algunos la identifican con Cuenca— y la imaginaria ciudad en la que tiene lugar el crimen es denominada Mérida Nueva. Parece que se intenta situar la acción en un pasado verosímil pero no necesariamente histórico. La única población reconocible es Madrid, cuya importancia resalta Gil al añadir un casual encuentro entre el juez y Blanca al cabo de los años y que volverá a aparecer con el intento de Zarco de conseguir el indulto.
En segundo lugar, Blanca no está casada sino solo prometida, lo que rebaja el adulterio novelesco a mera relación extramatrimonial. Y el novio es un indiano indeseable, traficante de esclavos y chantajista que parece merecedor de su destino. Además, si en la novelita de Alarcón era ella quien tomaba la iniciativa amorosa con Zarco, en la película se resiste a los requerimientos de él hasta que, durante el carnaval, se ve acosada por enmascarados y el juez le ayuda a evitarlos.
El tercer cambio es la fusión entre los personajes novelescos de Felipe y Zarco. Este último pierde la timidez del personaje literario para adquirir la desenvoltura de Felipe. Es atrevido en su relación con Blanca, a la que casi llega a acosar para conseguir intimar con ella. Cuando, años más tarde, encuentra la calavera atravesada por un clavo, le sirve como estímulo para tener una ocupación en el tranquilo juzgado que le ha tocado en suerte, a diferencia del Zarco del libro, que está hundido en su obsesión.
Además, el indulto de la novela es sustituido por una mera conmutación de la pena de muerte por cadena perpetua, algo mucho más acorde con la mentalidad del régimen franquista. Y la protagonista no muere fulminada por una especie de castigo divino, sino que salva la vida pero debe permanecer encarcelada permanentemente. Quien poco después sería director de cine, Enrique Gómez Bascuas, consideraba que el final de la película era mejor que el de la novela, pues «sin llegar a la cosa sensiblera del perdón, queda cambiado ventajosamente, impregnado de una suave poesía». Además, se trataba de un final, si no alegre, menos trágico que el de Alarcón. Y eliminaba la irracionalidad de la muerte de Blanca en la novela, absurda salvo que se atribuya a una suerte de justicia divina.
Por último, Gil rodea a los protagonistas de múltiples personajes incidentales que dan vida al entorno. Se trata de personajes apenas esbozados —con la excepción del secretario interpretado por Juan Espantaleón—, castizos y mayoritariamente humorísticos que hacen que el mundo de Zarco y Blanca esté habitado. El crítico Carlos Marañón elogia particularmente el ambiente creado en el juzgado de provincias que dirige Zarco, en el que los legajos se amontonan y nadie parece trabajar. Y García Cuartango señala el costumbrismo de la secuencia del desayuno en la posada en la que se celebra un bautizo.

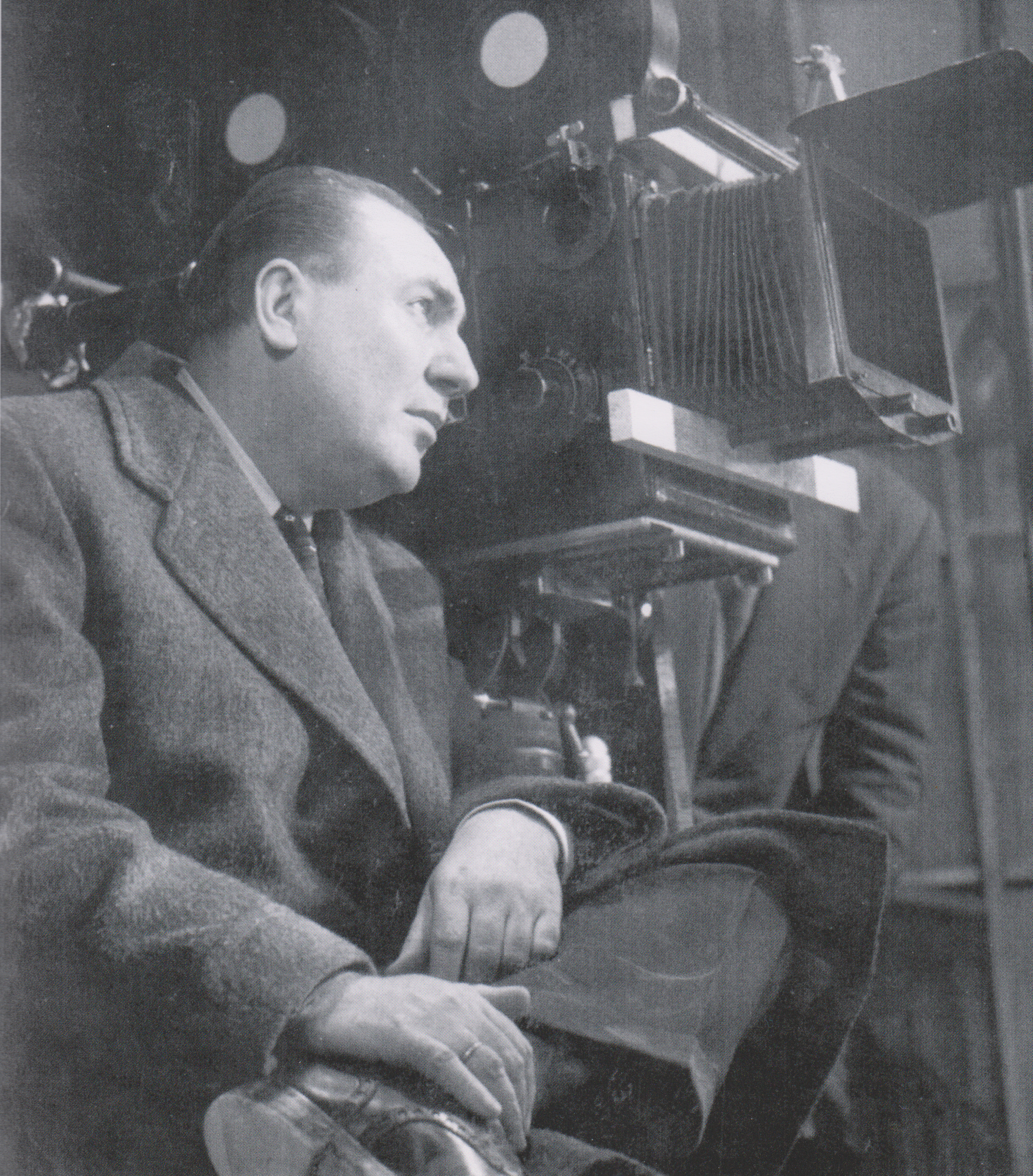
Rafael Gil, guionista y director del filme.

También es García Cuartango quien señala hasta qué punto el azar es importante en el desarrollo de los acontecimientos. Zarco y Blanca se conocen por suerte durante un viaje, se separan debido a un malentendido, se vuelven a encontrar en Madrid casualmente, el juez es destinado a la misma localidad en la que ella cometió el crimen y Zarco encuentra la calavera con el clavo durante un paseo por el cementerio debido a las fuertes lluvias. Por su parte, Luis Alberto de Cuenca señala algunos de los puntos débiles del guion. El primero de ellos viene de la novela de Alarcón, y consiste en la poca verosimilitud de que la muerte por perforación del cráneo por un clavo pueda ser confundida con una apoplejía.
Para redactar los diálogos, Gil pidió la colaboración del escritor Eduardo Marquina. Este fue reacio al principio pues era novelista y dramaturgo, pero no tenía experiencia en la elaboración de guiones. El director le explicó que, tratándose de la adaptación de una obra literaria, necesitaba a un escritor para elaborar los diálogos. Esto convenció a Marquina, que leyó tanto la novelita de Alarcón como el guion de Gil y redactó unos diálogos muy apropiados, pensados como si se tratara de una obra de teatro pero con un estilo más sobrio. El crítico Oti Rodríguez Marchante es particularmente elogioso con los diálogos, y considera que hacen surgir las ideas y sentimientos con una calidad que se ha perdido en el cine del siglo XXI.

### Sinopsis
En la España de Isabel II, el juez Javier Zarco realiza un viaje en diligencia por el interior del país. En el vehículo conoce a Blanca, una bella dama con la que intenta intimar infructuosamente. Fascinado por la joven, interrumpe su viaje y permanece en la misma localidad que ella. Finalmente, con motivo del carnaval, consigue establecer una relación afectiva. Durante varias semanas mantienen una apasionada relación hasta que él es conminado por sus superiores a incorporarse a su destino en Teruel. Acuerda con Blanca que se incorporará a su puesto y volverá en un mes para encontrarse con ella. Sin embargo, inquieto porque ella no responde a sus cartas, regresa al cabo de quince días y en la fonda le informan de que Blanca partió al día siguiente de irse él. Zarco parte desesperado y se lleva sus cartas.
Cinco años más tarde, Zarco toma posesión como juez en la localidad castellana de Mérida Nueva. Paseando por el cementerio con el secretario, descubre una calavera atravesada por un clavo. Investiga el probable asesinato, averigua la identidad del difunto y dirige sus sospechas hacia su prometida, una tal Gabriela Zahara, con paradero desconocido. Empeñado en esclarecer el asunto, Zarco envía al secretario a Madrid para que investigue.
De viaje a Madrid para ser nombrado magistrado, Zarco tropieza con Blanca. Ella le explica que no le abandonó, sino que volvió al cabo de un mes como ambos habían pactado. Deciden retomar su relación y casarse, pero antes el juez debe regresar a Mérida Nueva. Una vez allí le llega la noticia de que el secretario ha localizado a Gabriela Zahara y esta ha sido detenida.
Zarco preside el tribunal que juzga a Gabriela y descubre horrorizado que esta es la misma mujer a la que conoce como Blanca. Ella confiesa su crimen pero explica que lo cometió porque la víctima, un indiano traficante de esclavos, chantajeaba a su padre para casarse con ella. Gabriela es condenada a muerte pero Zarco se traslada a Madrid para solicitar su indulto. En el último momento, el juez regresa con la conmutación de la pena de muerte por reclusión perpetua. Cuando Gabriela es trasladada a su prisión en el coche celular, Zarco le sigue en otro vehículo dispuesto a permanecer siempre cerca de ella.

## Dirección
Los buenos resultados de Huella de luz y Eloísa está debajo de un almendro habían consolidado la posición de Rafael Gil en CIFESA, donde se había convertido en uno de los principales directores de la productora. El éxito de El escándalo le permitió retomar un proyecto que tenía en mente desde hacía tiempo: la adaptación de El clavo, una novela breve escrita por Pedro Antonio de Alarcón hacia 1853 y reeditada con algunas variaciones en 1880.
La crítica ha señalado algunos de los recursos empleados por Gil. Por ejemplo, el hecho de que la película se abra con la llegada de un carruaje y se cierre igualmente con la imagen de otros dos vehículos que parten hacia un definitivo destino. O la utilización del flashback para el relato complementario que hace Gabriela en el juicio y que explica los motivos de su crimen. Muy celebrada es la manera en que Gil narra la consumación de la relación sexual extramatrimonial de Blanca y Zarco sin rebasar los límites impuestos entonces por la dura censura. Cuando ambos vuelven a la fonda, la cámara se centra en la ventana iluminada de la habitación de ella por la que se les puede ver a ambos; a continuación, la cámara sube hasta el piso superior, donde está la habitación de él, vacía y sumida en la oscuridad. José Luis Garci resalta el trávelin aéreo que realiza en la secuencia del baile de disfraces, y que permite seguir a Blanca desde el recibidor hasta la calle, a lo largo de unos cincuenta metros.
Una secuencia que mereció elogios en su momento fue la del baile final, cuando Zarco acude a pedir el indulto a un alto cargo durante una fiesta. Este se lo quita de encima haciendo que baile con una atractiva joven. Conforme bailan, un fundido cambia el rostro de la muchacha por el de Blanca/Gabriela y luego desaparecen las demás parejas y ellos dos permanecen bailando solos. Se muestra así que Zarzo solo tiene pensamientos para ella. Mientras tanto, la auténtica Gabriela permanece en la celda esperando su ejecución.
El propio Gil consideraba que lo más meritorio era la primera parte del filme, debido a la sencillez de la acción. Y pensaba que el clima poético del idilio estaba logrado. Particularmente, el director señalaba «aquella escena de la primera despedida de los dos amantes, en la que sin mover la cámara se pasa del plano general al plano medio y al primer plano, para volver otra vez al general».
Diversos críticos señalan la influencia en la película de Rebeca, película que tuvo un enorme impacto en el cine de su época. Ya en su momento, José Luis López Tello, en un artículo publicado en Primer Plano, calificó a El clavo como «nuestra Rebeca».

## Personajes e intérpretes

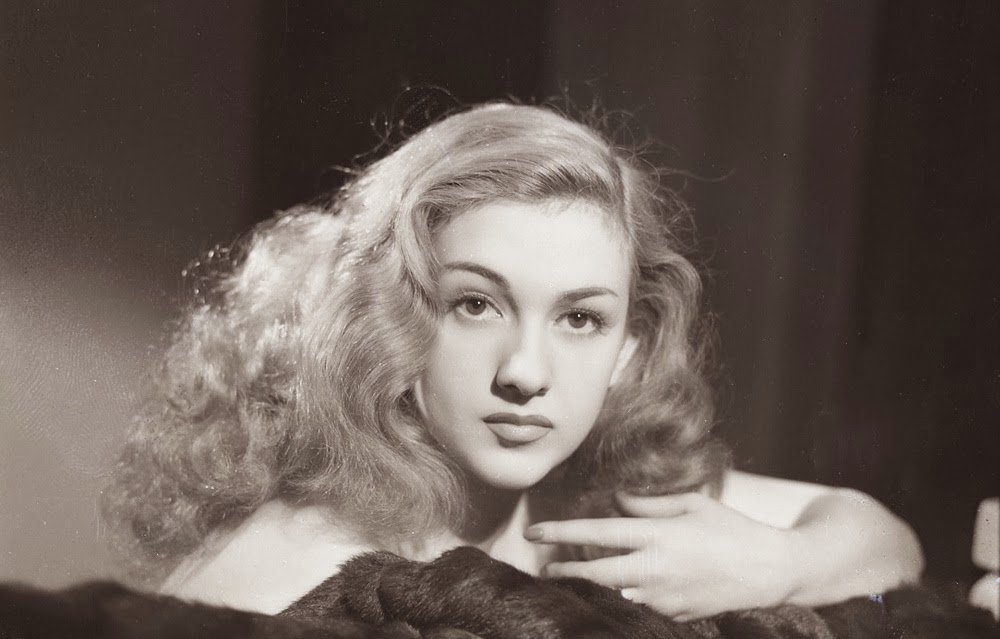
La joven Amparito Rivelles encabezó el reparto.

### Amparito Rivelles
A pesar de no haber cumplido todavía los veinte años, Amparito Rivelles acumulaba ya una amplia experiencia cinematográfica, con siete películas a sus espaldas. Hija de primeros actores, su debut a los dieciséis años le había valido un inmediato contrato con CIFESA que le garantizaba un excelente sueldo trabajara o no. Además, tenía la potestad de elegir director y compañero de reparto, algo impensable en cualquier otra actriz menor de edad. Había demostrado su talento tanto en la comedia (Los ladrones somos gente honrada) como en el melodrama (Malvaloca). Tras terminar de ser pareja profesional y sentimental de Alfredo Mayo, en 1943 había demostrado su conjunción con el actor Rafael Durán en Eloísa está debajo de un almendro, dirigida por Rafael Gil.
El clavo fue la película más importante rodada hasta entonces por Rivelles para CIFESA. Supuso una renovación de la imagen de la actriz en un melodrama romántico, construyendo un personaje misterioso y polifacético con la inestimable ayuda del director de fotografía Alfredo Fraile. Se puede decir que Rivelles interpreta dos personalidades distintas en un solo personaje. En primer lugar está Blanca, la hermosa y misteriosa viajera cuyos ojos quedan ocultos por un sombrero y de la que se enamora Javier Zarco. Ella intentará rechazarle al principio para mostrar después su deseo de vivir apasionadamente tras rescatarla Javier de unos enmascarados durante el carnaval. Posteriormente, cuando el alegre pícnic es interrumpido por la lluvia, se quita el vestido empapado y se viste contenta con las ropas de boda de la sencilla pareja de campesinos que les ofrece refugio. Sin embargo, cuando Zarco le pide matrimonio, ella queda seria e inmóvil, pues se da cuenta del impedimento que supone su agresivo prometido. Aceptará la propuesta del juez, pero solo cuando haya transcurrido un mes. Tras el malentendido, pasan cinco años hasta que reaparece en Madrid, y tiene un aspecto muy diferente, cambiada tanto por la culpa del asesinato cometido como por la pérdida de Javier, recluida en una casa con una falsa familia.
Pero también es Gabriela, la asesina a la que el juez Zarco debe juzgar. Comparece ante el tribunal cubierta por un velo que oculta a Zarco su identidad. Cuando se descubre, el magistrado queda consternado. Pero, aunque asesina confesa, se defiende narrando los motivos de su crimen. Su confesión es una auténtica declaración de amor a Zarco, quien ahora preside el tribunal que habrá de condenarla. Los abundantes primeros planos del bello rostro de Rivelles obligan al espectador a simpatizar con ella a pesar de su crimen. Quizá por esa dualidad, el crítico Carlos Marañón compara al personaje de Blanca/Gabriela con el de Madeleine/Judy encarnado por Kim Novak en Vértigo.

### Rafael Durán

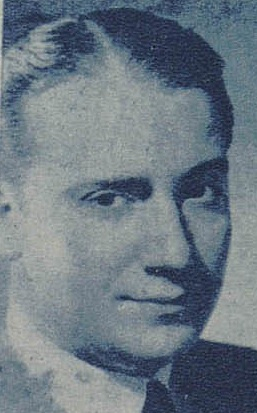
Rafael Durán fue uno de los principales galanes de la década.

Rafael Durán procedía del doblaje. Su perfecta dicción llamó la atención y su físico le permitió el paso a la interpretación en la pantalla. Con anterioridad había trabajado con Gil y Rivelles en Eloísa está debajo de un almendro, demostrando la buena química que tenía con la actriz. El clavo supuso su encumbramiento como galán cinematográfico, puesto en el que se mantuvo durante el resto de la década. Oti Rodríguez Marchante destaca de su interpretación en el filme la parte inicial, en la que mantiene un persistente flirteo con Blanca a pesar de la resistencia de ella. Sin embargo, Pío Cabanillas cree que tiene un aspecto y un estilo propios de la década anterior.

### Otros intérpretes
José Luis Garci y los contertulios con los que comenta la película en Cine en Blanco y Negro coinciden en destacar la extraordinaria composición de Juan Espantaleón como el secretario judicial. Es capaz de parecer un jefe autoritario de los funcionarios del juzgado y luego un benévolo autor de piezas teatrales en verso. Compone un personaje lleno de humanidad que viene a sustituir al suprimido Felipe de la novela como apoyo del juez Zarco. El resto de los secundarios están muy cuidados: el sepulturero, el padrino del bautizo, los pasajeros de la diligencia, los testigos del proceso, el matrimonio que acoge a la pareja cuando la tormenta o el odioso prometido de Gabriela.

### Reparto
| - Amparito Rivelles - Milagros Leal - Pablo Muñiz - Irene Caba Alba - José Portes - Ramón Martori | - Rafael Durán - Conchita Fernández - Joaquín Roa - José Franco - Camino Garrigó - Manuel Arbó - Pedro Mascaró | - Juan Espantaleón - José María Lado - Adela González - Juan Calvo - Félix Fernández - Enrique Herreros |

## Música
El compositor Juan Quintero Muñoz ya había colaborado con Gil en Viaje sin destino y Huella de luz. El experto en música cinematográfica Joan Padrol considera que su trabajo en El clavo es una de las obras maestras de Quintero. En la primera parte de la película despliega un estilo sinfónico tardorromántico, de melodías sugestivas y predominio de los instrumentos de cuerda para ilustrar el viaje y la relación amorosa de los protagonistas. En la segunda parte, cuando la trama gira hacia una intriga criminal, hace un mayor uso del metal y de misteriosos acordes como fondo en las cuerdas.
El vals que actúa como leitmotiv asociado a la relación romántica entre los dos protagonistas aparece en tres momentos de la película. Primero, en el cafetín en el que inician su idilio tocado por una pequeña orquesta; luego, en el reencuentro casual en Madrid, tocado por un ciego situado a la puerta de la iglesia; y finalmente en el baile de la corte en el que Zarco busca el indulto, interpretado esta vez por una gran orquesta.

## Fotografía
El director de fotografía Alfredo Fraile ya había colaborado satisfactoriamente con Gil en dos de sus anteriores películas, Huella de luz y Eloísa está debajo de un almendro. Fraile estaba muy influido por la obra de su maestro Enrique Guerner. También por directores germanos instalados en Hollywood como Karl Freund y Eugen Schüfftan —que había trabajado en España en María de la O— y por el estadounidense Arthur Miller, el más prestigioso director de fotografía de la Fox. En El clavo utiliza la técnica del esbatimento, consistente en utilizar la iluminación para proyectar la sombra de un objeto o persona sobre otro objeto, persona o superficie. Por ejemplo, en la secuencia del juicio se proyecta la sombra de una invisible estatua de la Justicia, mostrando así cómo la decisión del magistrado Zarco está condicionada por su deber profesional. Otros ejemplos se pueden ver a lo largo de toda la cinta: la sombra de un enrejado proyectada sobre Zarco cuando echa una carta al buzón, las sombras de rejas que se superponen al encuentro de la pareja en Madrid, la sombra de un ventanal circular enrejado en la sala del juicio de Gabriela Zahara, las sombras de las rejas en la celda o las de Gabriela, su sirvienta y el médico sobre el cadáver del indiano. Mucho más sutil es la situación que se muestra durante la secuencia en la que los dos viajeros asisten a la celebración de un bautizo. Cuando el padrino agradece al «joven matrimonio» su participación y se refiere a la institución matrimonial, la sombra del mesonero oscurece el rostro de Blanca, en lo que se interpreta como la imposibilidad de la pareja de llegar al matrimonio.
Fraile resulta trascendental en la evolución del cine de Gil, buscando soluciones imaginativas siguiendo las precisas instrucciones de lo que el director deseaba en cada momento. Así logran un estilo reconocible en función del ambiente de cada película. Como decía el operador, «la fotografía la determinaba el argumento». En El clavo, Fraile aplica unos juegos de luces y sombras que crean una atmósfera de irrealidad que aproxima la película al género fantástico. Y las sombras llegan a generar un ambiente premonitorio que impregna todo el filme.`La admiración de Fraile por la pintura de José de Ribera, con su estética claroscurista, se percibe en la fotografía de la película, marcada también por el material utilizado en la época y los gustos del momento. Según José Luis Garci, Fraile consideraba su trabajo en El clavo como la culminación de su carrera.

## Decorados
Casi toda la película, menos un par de planos, está rodada en decorados de estudio. Para realizarlos, Enrique Alarcón utilizó novedades, como el uso de pinturas mate que, colocadas hábilmente entre la cámara y los intérpretes, permiten simular un complejo decorado sin necesidad de construirlo, con el consiguiente ahorro en costes. Alarcón creó cincuenta decorados distintos para la película, algunos de ellos muy elaborados, como el salón de baile o la sala del tribunal. José Luis Garci elogia particularmente el decorado del hall de la Fonda de los Leones, en el que discurre el baile de carnaval, que se prolonga en la plaza y calles adyacentes.

## Vestuario
El vestuario es muy adecuado a la época y a los personajes. Los figurines fueron obra de los afamados pintores José Caballero y Juan Antonio Morales. Los vestidos de Amparito Rivelles nos muestran inicialmente a una Blanca que viste a la moda para pasar después, en el reencuentro con Zarco, a unos ropajes oscuros y austeros que parecen indicar su tristeza. Por su parte, Rafael Durán viste siempre trajes sobrios, acordes con la posición social del juez Zarco.

## Estreno

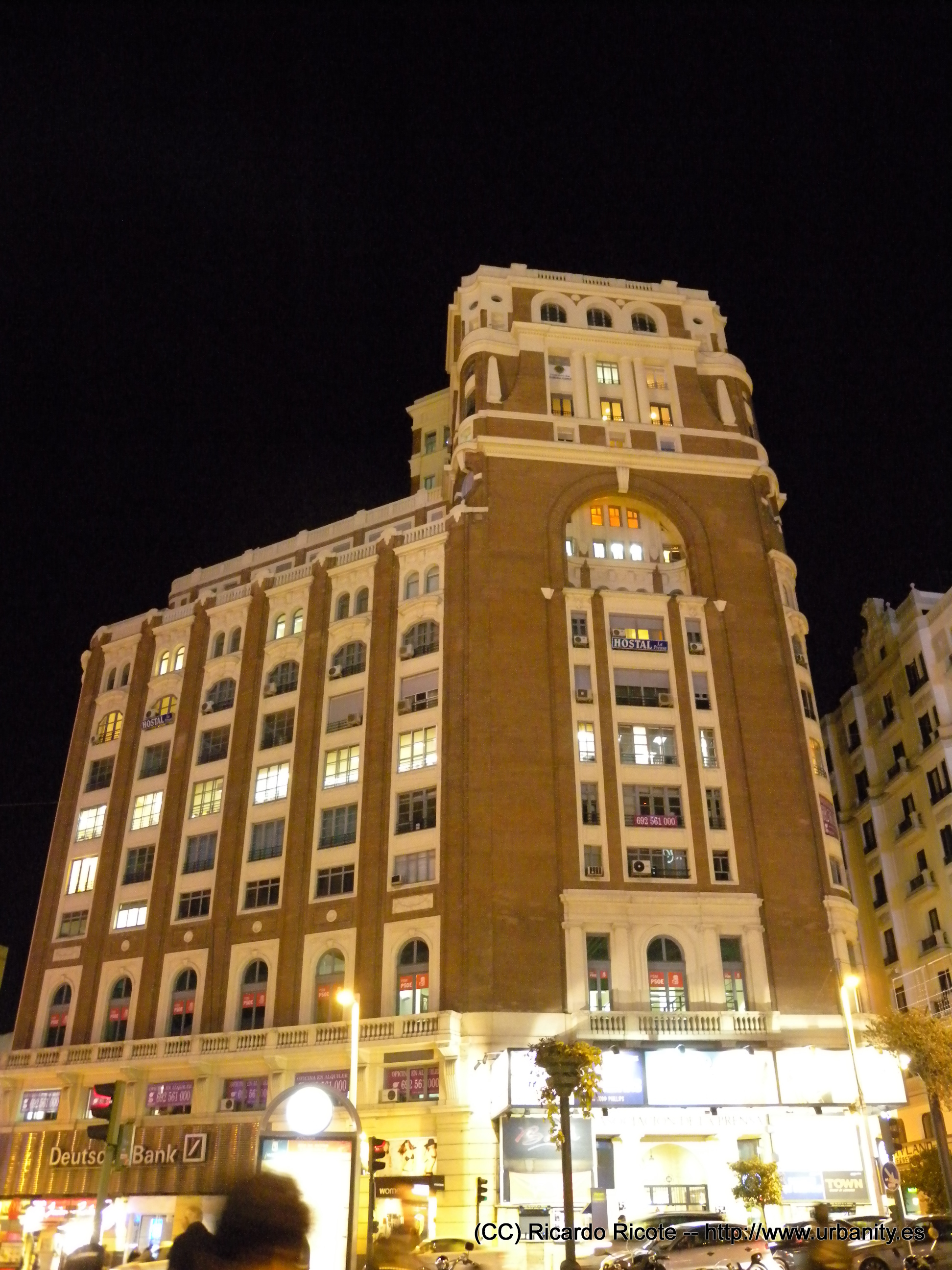
El estreno tuvo lugar en la sala del Palacio de la Prensa.

La película fue proyectada el 31 de mayo de 1944 en la Sala Rialto de Valencia, con motivo de una reunión de accionistas de CIFESA. El estreno oficial tuvo lugar en el cine del Palacio de la Prensa de Madrid el 5 de octubre de ese mismo año, con presentación a cargo del escritor Francisco Ramos de Castro.

## Recepción
Ya antes del estreno, la Administración había calificado la película como de Interés Nacional, lo que implicaba premiar no solo su calidad artística, sino también la transmisión de unos valores que, como es lógico, debían ser compatibles con los del régimen de Franco. Esto implicó la obtención de quince licencias de doblaje de películas extranjeras, la misma cantidad que había obtenido El escándalo, lo que ayudaba considerablemente a CIFESA a rentabilizar la producción.
Una muestra tanto del apoyo oficial como del reconocimiento de la calidad del filme quedó patente con la obtención del Segundo premio del Sindicato Nacional del Espectáculo, solo por detrás de El escándalo y dotado con una cuantía de cuatrocientas mil pesetas.
En la revista Primer Plano, Gumersindo Montes Agudo alabó el «signo católico, profundamente nacional» del filme. Señaló que carecía del tono «acre y violento» de películas extranjeras como Mortal sugestión (Love for a Stranger, Lee Rowland, 1936), Luz de gas o Rebeca. En la misma publicación, José Luis Gómez Tello la elogió como un gran triunfo del cine español y la comparó con Rebeca.

### Premios
Premios del Sindicato Nacional del Espectáculo de 1944
| Categoría      | Candidata | Resultado |
| -------------- | --------- | --------- |
| Segundo premio | El clavo  | Ganadora  |

## Valoraciones posteriores
Para Juan Ignacio Valenzuela, autor de una tesis doctoral sobre el cine de Rafael Gil que luego dio lugar a un libro sobre el director, El clavo no solo es una de las mejores películas españolas de su década, sino que un filme que todavía se puede contemplar con interés en el siglo XXI.
Por su parte, el historiador del cine José Luis Castro de Paz considera que es «una de las más hermosas y fascinantes películas españolas de la década de los cuarenta», y lamenta que ha sido descalificada por un importante sector de la crítica, que la incluye en el grupo de los filmes de época de ese período. Opina que, junto a otras películas del período de posguerra, es un ejemplo de cómo la pérdida del objeto amoroso y la soledad y melancolía resultantes que se repiten en estos filmes son una metáfora de un país desolado que soporta un incontrolable complejo de culpa.
Uno de los principales valedores de la película es el crítico y cineasta José Luis Garci. En 2011 le dedicó un episodio de su programa Cine en Blanco y Negro de TeleMadrid, en el que emitió el filme y desarrolló un coloquio sobre el mismo con el escritor Luis Alberto de Cuenca, el periodista Pedro García Cuartango y el jurista Pío Cabanillas Alonso. En 2022, con el mismo formato de película y coloquio, volvió a dedicar a El clavo un episodio de su programa Classics, en Trece. En esta ocasión contó de nuevo con García Cuartango, y con los críticos Oti Rodríguez Marchante y Carlos Marañón. Garci defiende que El clavo tiene una calidad técnica y artística que le permite competir con las películas realizadas por la misma época en Hollywood y que si el cine de Rafael Gil ha sido olvidado por la crítica ha sido por razones ideológicas y no artísticas.